# Tonno (araldica)
Il tonno è un pesce che si incontra nell'araldica civica.

## Posizione araldica ordinaria
Il tonno, come la maggior parte dei pesci, si rappresenta posto in fascia.

Nel 2° d'azzurro, a due tonni d'argento, l'uno sull'altro (stemma di Barbate, Spagna)
Nel 2° al tonno d'argento, posto in palo (Conil de la Frontera, Spagna)
Tonno d'argento (Zahara de los Atunes, Spagna)
Tonno d'oro (Plouhinec, Francia)